# Tommy Halldén
Tommy Halldén, född 2 september 1942, död 31 oktober 2001, var en svensk musikproducent och sångare.

## Biografi
Halldén har tillsammans med Liza Öhman sonen Johan Halldén.
Under 60- och 70-talet regisserade Halldén ett flertal Disney musiksagor, däribland en ljudboksversion av Askungen och Snövit.

## Diskografi
Källa:
- The Hula Hoop Song (1958)
- Cowboy (1959)